# Oosterleek
Oosterleek – wieś w Holandii nad jeziorem Markermeer, w prowincji Holandia Północna, w gminie Drechterland. Liczy 108 mieszkańców.